# Towarzystwo Poetów Francuskich

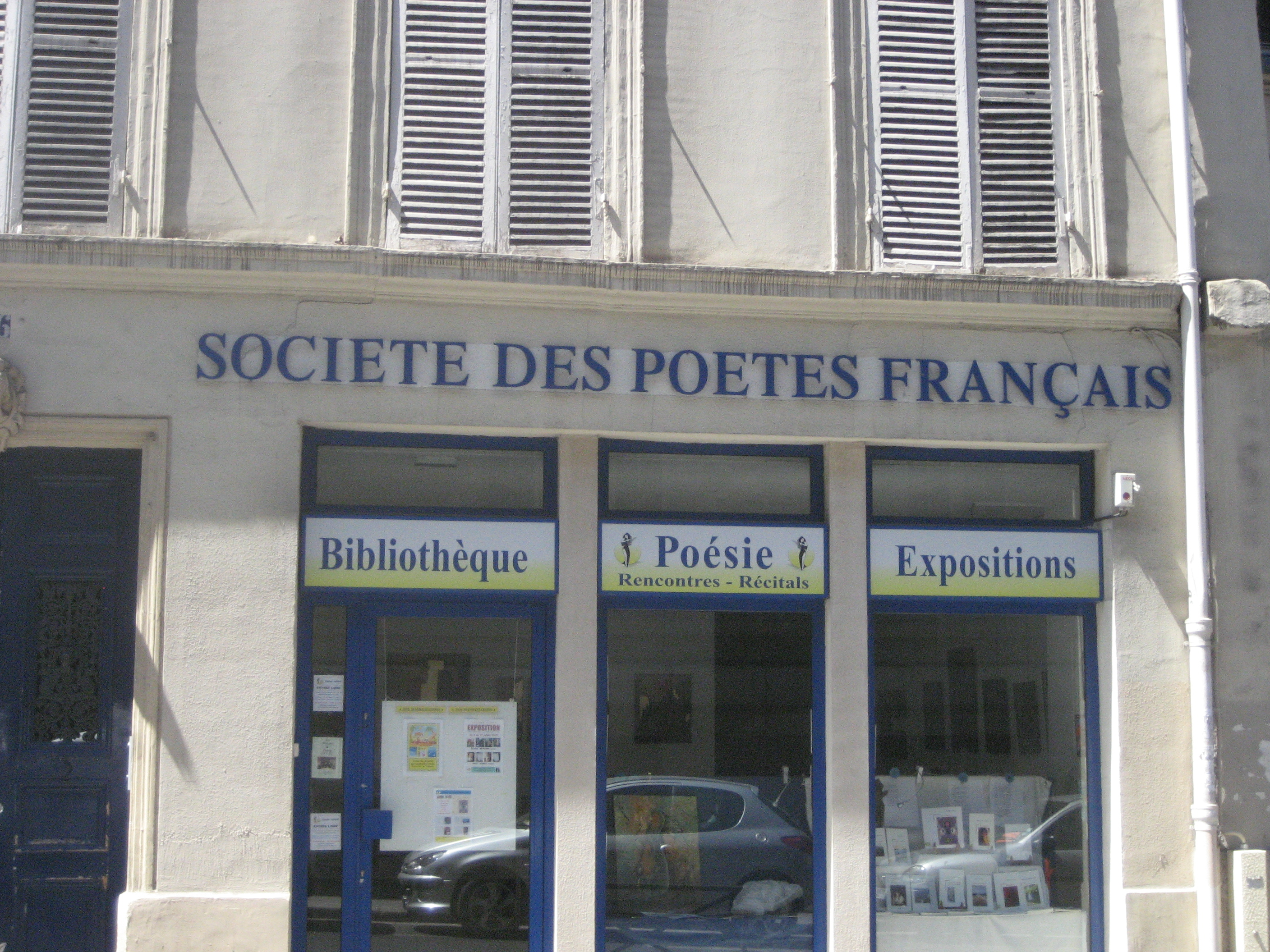
Siedziba Towarzystwa Poetów Francuskich

Towarzystwo Poetów Francuskich (fr. la Société des poètes français) – stowarzyszenie powołane w roku 1902 z okazji setnej rocznicy urodzin Victora Hugo. 
Założycielami byli José-María de Heredia, Sully Prudhomme i Léon Dierx. Pierwszym przewodniczącym został Auguste Dorchain. Jest najstarszą francuską organizacją zrzeszającą poetów. W roku 1986 przyłączyły się do niej: Towarzystwo Przyjaciół Victora Hugo, Towarzystwo Przyjaciół Paula Verlaine'a i Towarzystwo Przyjaciół Pierre'a Corneille'a.
Główną misją Towarzystwa jest tworzenie i umacnianie więzi kulturowych i przyjacielskich łączących poetów francuskojęzycznych. Towarzystwo działa za pośrednictwem 25 delegatur regionalnych i 7 delegatur na terenach frankofońskich, wspierając przy tym rozwój młodych talentów i dbając o dorobek wybitnych poetów francuskojęzycznych wszystkich narodowości. 
Od roku 1998 Towarzystwo posiada własne wydawnictwo. W swoim kwartalniku „Agora” publikuje najciekawsze utwory współczesnych poetów francuskich. Co roku przyznaje także wiele nagród poetyckich (przede wszystkim Wielką Nagrodę Victora Hugo, ale także Nagrodę Sully'ego Prudhomme'a, Nagrodę Paula Verlaine'a i Nagrodę Jeana Cocteau).